# Теодрік (король Берніції)
Теодрік (давн-англ. Theodric; ? —579) — 5-й король Берніції у 572—579 роках.

## Життєпис
Походив з англського роду Еоппінгів. Син Іди, короля Берніції. Про нього відомо недостатньо. У 572 році після смерті брата Етельрік успадкував трон Берніції.
Зростаюча міць західного сусіда — бритського королівства Регед — викликала занепокоєння у Теодріка, і він пішов війною на це королівство. Проти Теодріка утворилася потужна коаліція бритських володарів — Уріена, короля Регенда, Риддерха Гаеля, короля Стратклайда, Гваллог ап Лланонога, короля Елмета, і Морканта, короля Гододдіна. За цим Теодрік витримав 3-денну облогу на острові Ліндісфарн від бриттів.
У битві при Аргойд-Ллівейн військо англів було вщент розбито військами Уріена, короля Регеда. Під час битви Теодрік загинув у герці з Овайн ап Уріеном. Йому успадкував його брат Фрітувальд.